# Oscil·lador Vackar

L' Oscil·lador Vackar  és un oscil·lador LC millorat i dissenyat per a ser estable en freqüència.
La seva descripció es pot trobar als ARRL Handbook posteriors a l'any 2000.

S'assembla a l'oscil·lador Colpitts o bé a l'oscil·lador Clapper en què utilitza una xarxa complicada de circuits LC com oscil·lador tanc.
Difereix en el fet que el seu nivell de sortida és relativament estable sobre el rang de freqüències, i en que té una amplada de banda, comparat amb l'oscil·lador Clapper.